# Río Pangani
El río Pangani, llamado también Luffu y Jipe Ruvu, sobre todo en antiguas fuentes, es un importante río africano que discurre por el noreste de Tanzania y desemboca en el océano Índico, en la homónima ciudad de Pangani, una pequeña ciudad costera que apenas cuenta con algo más de 8.000 habitantes. Discurre por las regiones de Kilimanjaro, Manyara y Tanga, y tiene unos 500 km de longitud, drenando una amplia cuenca de 43.650 km².
Hay varias islas habitadas en el río. El río está lleno de cocodrilos; los hipopótamos son más escasos en las partes más bajas.

## Etimología
Mientras que el río en lengua sudheli se llama Pangani (que significa distribuir o disponer), los wasambara (indígenas del área de Nderema, en las tres cordilleras próximas a la costa) y los wasegua (que viven en las islas del río) lo llaman Luffu. El tramo aguas abajo del lago Jipe y arriba de las cataratas Pangani, el río se conoce como Ruvu.
Casi todas las autoridades coinciden en que el río "Rhaptus" de los mapas topográficos de Claudio Ptolomeo es el Pangani de los mapas modernos.

## Geografía

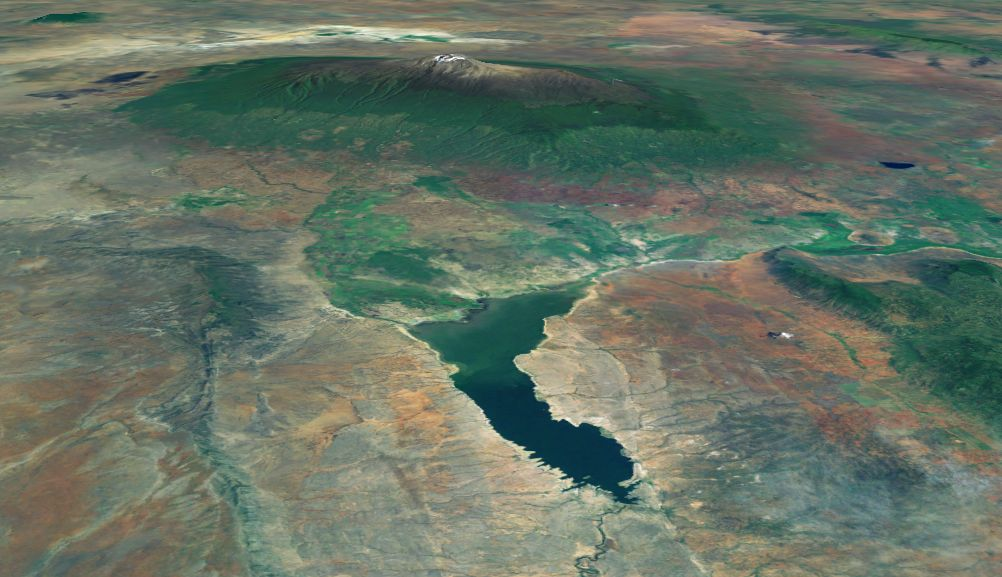
Vista de embalse Nyumba ya Mungu, donde nace el Pangani

El río Pangani dispone de dos fuentes principales: el Ruvu (de unos 40 km de longitud), que nace como Lumi en el Kilimanjaro —a unos 200 km del mar—, y que tras pasar por el lago Jipe (un remanso de unos 30 km² del Lumi), acaba desembocando en el actual embalse de Nyumba ya Mungu, un amplio lago artificial de 180 km² finalizado en 1965; y el Kikuletwa, que viene desde el oeste y sobre todo alimentado por el monte Meru, que también entra en el citado embalse. Nada más pasar la presa el río se convierte en el Pangani, y durante la mayor parte de su longitud marca la frontera entre la Región de Kilimanjaro y la Región de Manyara. Antes de desembocar en el océano Índico, en la homónima ciudad de Pangani, entra en la región de Tanga, en la que se han construido la presa de la Cataratas Pangani y la central eléctrica Pangani, de 68 MW.
Como casi todos los ríos africanos, su profundidad varía según la temporada. El río está alto alrededor de mayo y más bajo alrededor de octubre.

### Sección central

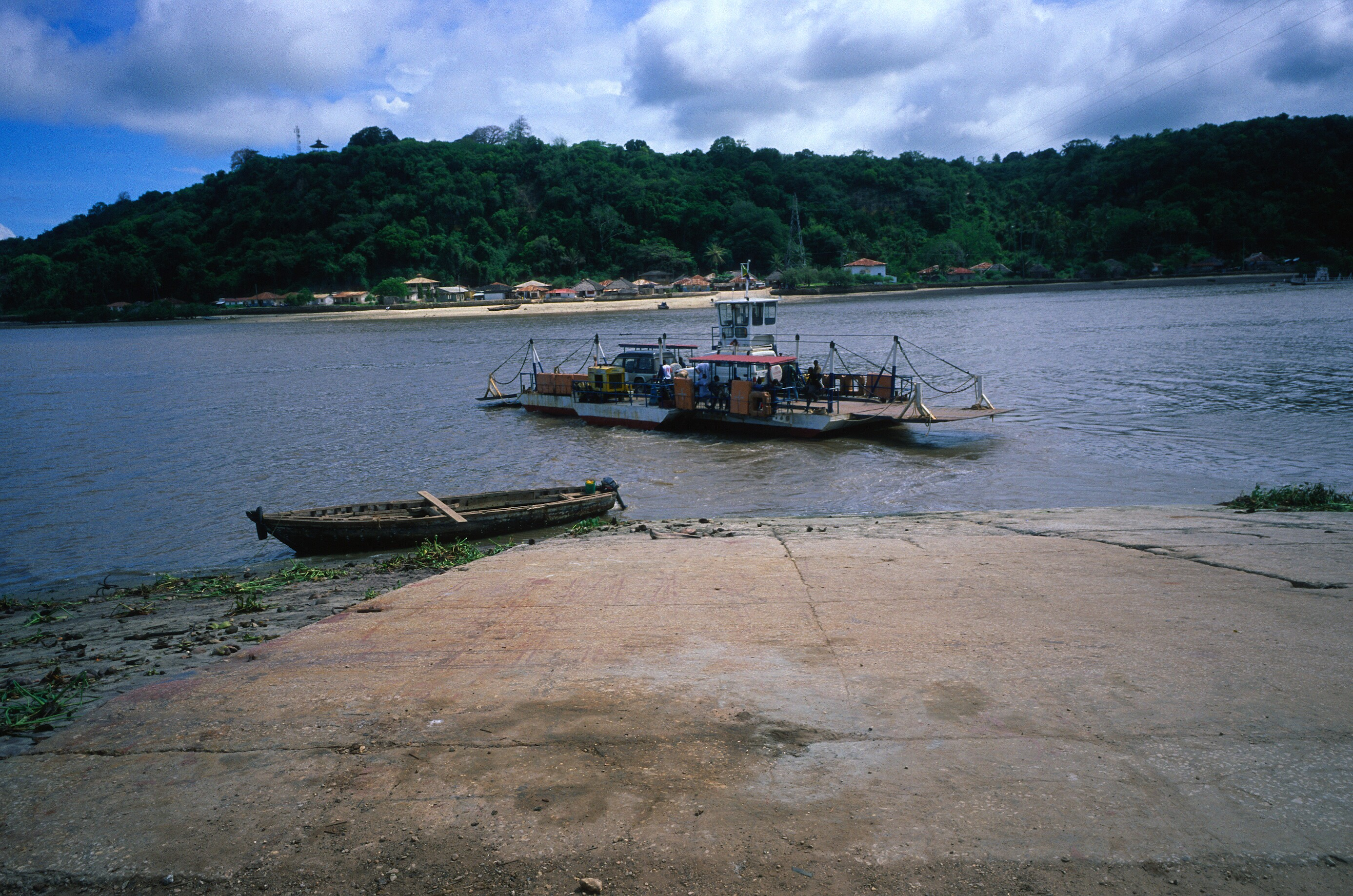
Cerca de la desembocadura en la ciudad de Pangani

El río es navegable por pequeñas embarcaciones entre el lago y las cataratas Höhnel, una serie de rápidos. Por debajo de estas cataratas, cuenta con numerosos afluentes, y muchas islas con aldeas en ellas. La corriente es más fuerte por encima de Koleni, a 5 km de las cataratas del Pangani, donde el río se estrecha. Esta sección no es navegable en una distancia considerable a causa de las cataratas, que están a unos 48 km de la desembocadura. Aproximadamente a unos 6,4 km de la boca, un pantano denso de manglares cubre la llanura entre las colinas a ambos lados. En esta zona, cerca de Teufelsfelsen, hay tierras altas, una zona fértil, y la árida estepa Masái. En esta ribera está el monte Kovu Kovu, de 110 m de altura, mientras que en la orilla sur hay una cresta de 120 m de altura. Pombwe, uno de los principales asentamientos en el río, se encuentra cerca de 1,6 km al oeste de Kovu Kovu. Por encima de Pombwe, crece la palma de aceite de África occidental, mientras que por debajo de Pombwe, los árboles son principalmente areca y palmas de coco. El pueblo de Lemkuna y la aldea de Ngage están en la orilla oeste del río, mientras que Mvungwe y Meserani están en su ribera oriental.

### Boca

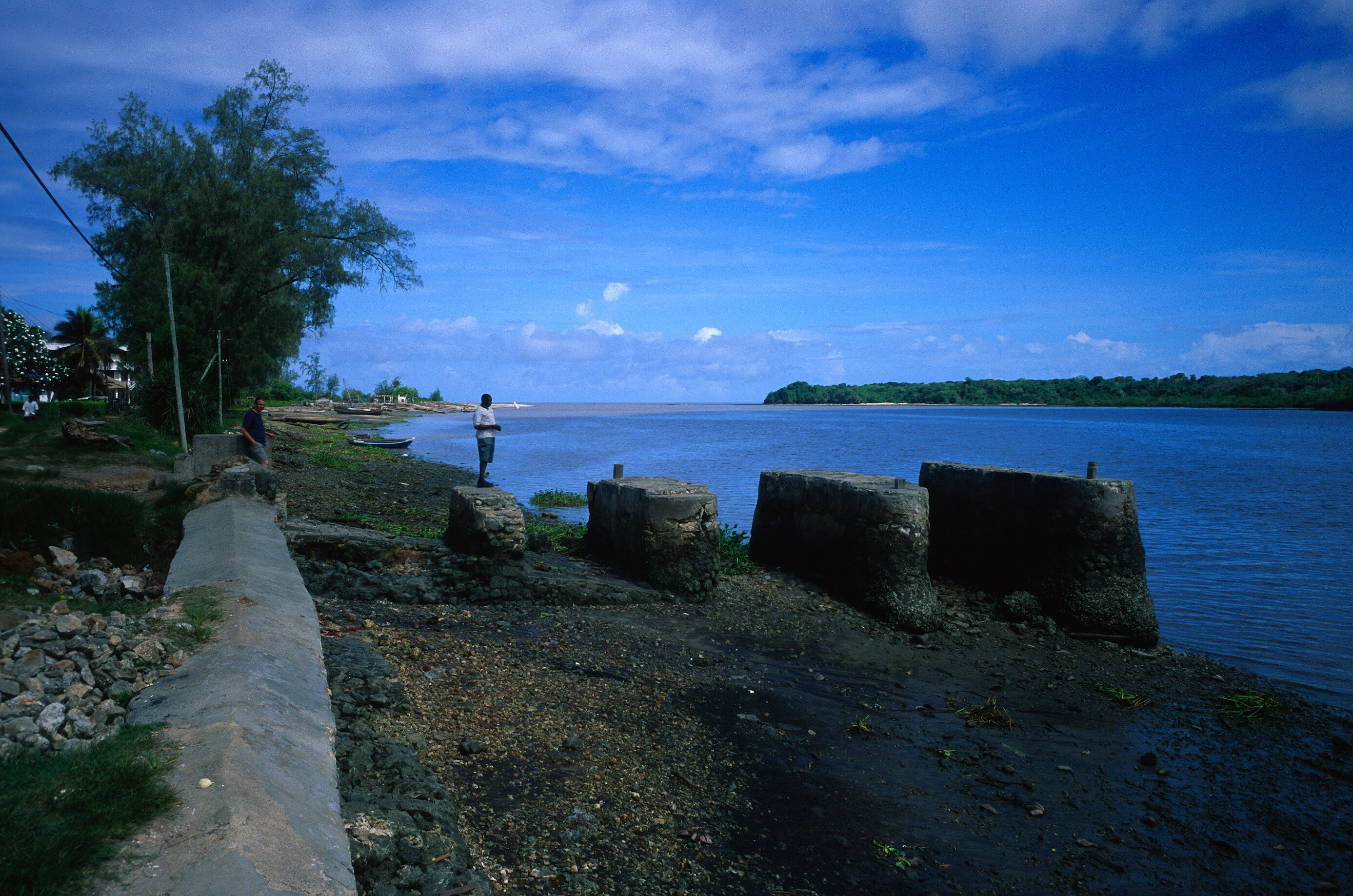
Cerca de la desembocadura en la ciudad de Pangani

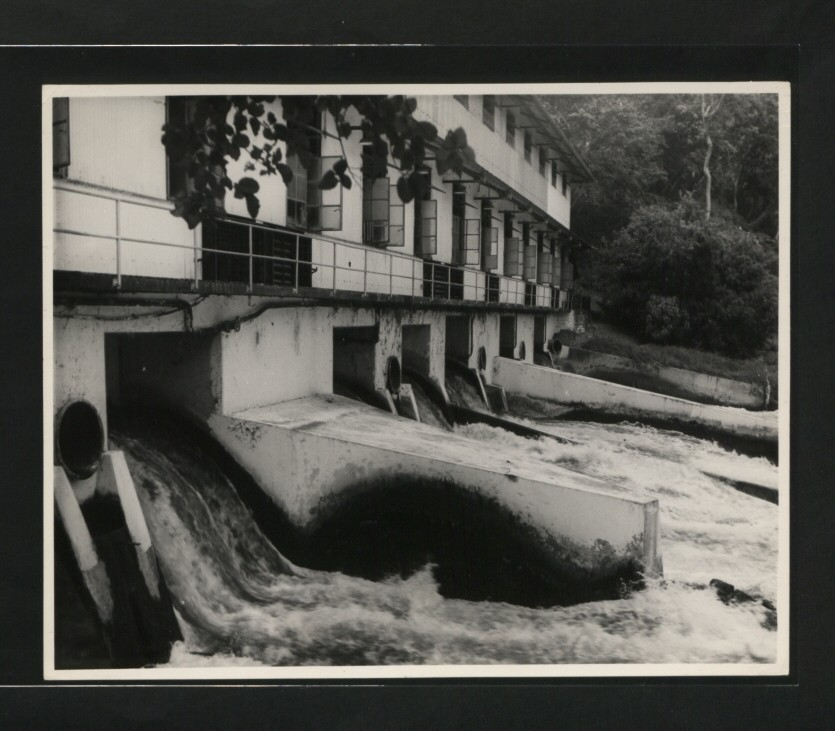
Foto antigua de la Pangani Hydro Electric Scheme

La boca se encuentra a 52 km al sur de Tanga. El efecto de las mareas se aprecia hasta una distancia de 35 km de la entrada. El lado sur de la entrada está marcada por un acantilado perpendicular llamado Bweni, de unos 61 m de altura; hay una aldea del mismo nombre, Bweni, situada aquí. El lado norte de la entrada es una playa llana arenosa que se extiende desde el extremo de la bahía. Hay varios asentamientos en la entrada, dos en el norte y dos en la orilla sur. Históricamente, la ciudad de Pangani, en la orilla izquierda del río, tenía reputación de fiebres. En su estuario, en la ciudad de Pangani, el río tiene unos 180 m de ancho y entre 3,7-4,6 m de profundidad.

### Afluentes
Varios tributarios provenientes de las montañas Pare, las montañas Usambara y la región desértica de Wasegiia se unen al Pangani en su curso, siendo los principales el Kibaya, Komkuza, Kwachigulu, Kwamwadyau y Mnyusi.

### Hidrometría
Caudal medio mensual del río Pangani, medido en la estación hidrológica en el estado de Korogwe, a unos 110 kilómetros por encima de la boca, en m³/s (1959-1977). El Pangani fluye dependiendo del tiempo, como la mayoría de los ríos de la región.
| Caudal medio mensual del Pangani en la estación hidrológica de Korogwe (Datos calculados en 18 años, 1959-77, en m³/s) |
| |

## Cuenca del Río Pangani
La cuenca del río Pangani (Pangani River Basin, o PRB) constituye una de las nueve cuencas hidrográficas de Tanzania. Cubre un área que va desde las sierras septentrionales hasta la costa noreste y tiene una superficie de unos 56.300 km², de los que 4.880 km² se encuentran en Kenia. La cuenca se subdivide en cinco subcuencas: la del río Pangani (43.650 km²), la del río Umba (8.070 km²), la del río Msangazi (5.030 km²), la del río Zigi y la del río Mkulumuzi (2.080 km²), todas ellas vertiendo en el océano Índico.
En julio de 1991, fue establecida la Junta de Agua de la Cuenca Pangani (Pangani Basin Water Board, PBWB), de conformidad con lo dispuesto en la ley n.º 42 de 1974 de Utilización del Agua (Control y Regulación), con sede en el municipio de Moshi en la región de Kilimanjaro, y otras dos oficinas en Arusha y Tanga. La PBWB está integrada por diez profesionales de las instituciones públicas y del sector privado y otros comités.
El sistema fluvial está bajo presión por los conflictos de intereses en el uso de sus aguas. Muchos agricultores dependen del río para la irrigación y los proyectos de represamiento a lo largo del río han reducido su caudal de varios centenares a menos de 40 m³/s, lo que ha afectado a las comunidades costeras, que han visto reducirse drásticamente las poblaciones de peces. En 2002, fue establecido el Proyecto de Gestión de la Cuenca del Río Pangani (Pangani River Basin Management Project, PRBMP) para administrar los recursos de agua de la cuenca. Recibe asistencia técnica de la Unión Internacional para la Conservación de la Naturaleza (UICN), de la Organización Neerlandesa para el Desarrollo (SNV) y de la ONG local PAMOJA. El proyecto también recibe fondos del Gobierno de Tanzania, de la UICN, de la Comisión Europea (UE) y del Fondo para el Medio Ambiente Mundial a través del Programa de las Naciones Unidas para el Desarrollo.

## Comercio
Hay una buena cantidad de comercio en la cuenca del Pangani, con muelles de carga y descarga en el río. Los productos son llevado por el río, principalmente en balsas hechas de la palma Moale, que luego se rompen y se convierten asimismo en artículos de comercio. En 1878, se informó de que el cultivo más común cultivado en las orillas del río era el azúcar.